# Sylvia Haider
Sylvia Haider (* 1. Dezember 1959 in Linz) ist eine österreichische Schauspielerin und Drehbuchautorin.

## Ausbildung
Haider wurde in Linz geboren und ist in Katsdorf aufgewachsen. Nach einem Studium der Germanistik, Philosophie, Theaterwissenschaft und Kunstgeschichte in Wien (später auch in Hamburg) begann sie eine Schauspielausbildung am Max Reinhardt Seminar.

## Theater und Film
Sie spielt an Bühnen in Berlin, Graz und Wien. Bereits während des Studiums übernahm sie erste Hauptrollen in Filmen von Axel Corti (Totstellen, Der junge Freud). Große Popularität brachte ihr die Rolle der Tatort-Kommissarin Susi Kern, für die sie 1993 den Grimme-Preis erhielt. Anschließend spielte sie von 1995 bis 1999 neben Despina Pajanou die Kommissarin Eva Lorenz in der Serie Doppelter Einsatz. Zusammen mit Klausjürgen Wussow spielte sie 1999 in dem Fernsehfilm „Gaukler der Liebe“.Ebenfalls im Krimigenre vertreten sind die Filme Mädchen, böses Mädchen von Dennis Satin und Sommernachtstod von Lars Montag, in denen sie an der Seite von Kommissarin Anna Göllner alias Sonja Kirchberger agiert. Weitere TV-Krimis folgten in den Reihen Die Verbrechen des Dr. Capellari, Der letzte Zeuge und Wolffs Revier. Eine weitere Kinorolle hatte sie 2005 in Hans Weingartners Die fetten Jahre sind vorbei. Von 2000 bis 2009 war sie Ensemblemitglied des Wiener Burgtheaters und verfasste daneben auch einige Drehbücher für Fernsehproduktionen. Seit 2009 ist sie als freischaffende Schauspielerin tätig.

## Filmografie (Auswahl)
Darstellerin
- 1975: Totstellen (Der Sohn eines Landarbeiters wird Bauarbeiter und baut sich ein Haus)
- 1976: Der junge Freud
- 1982: Ein Fall für zwei (Fernsehserie, Folge Partner)
- 1983: Ein Fall für zwei (Fernsehserie, Folge Die große Wut des kleinen Paschirbe)
- 1992: Tatort – Kinderspiel
- 1993: Tatort – Stahlwalzer
- 1993: Der kleine und der alte Mann
- 1994: Kommissar Rex – Der erste Preis
- 1994: Tatort – Ostwärts
- 1995–1999: Doppelter Einsatz
- 1996: Tatort – Kolportage
- 1997: Nina – Vom Kinderzimmer ins Bordell
- 1998, 2007: Im Namen des Gesetzes (Fernsehserie, Folgen Selbstjustiz, Nie wieder)
- 1999: Die Entführung
- 1999: Gaukler der Liebe
- 1999: Ich bin kein Mann für eine Frau
- 2000: Lenya – Die größte Kriegerin aller Zeiten
- 2000: Wir bleiben zusammen
- 2000: Thrill – Spiel um Dein Leben
- 2000: Zwei Dickköpfe mit Format
- 2003: Sommernachtstod
- 2004: Die fetten Jahre sind vorbei
- 2010: Schnell ermittelt – Robert Fabian
- seit 2023: Lena Lorenz: (Fernsehreihe, 17 Folgen)

Drehbuch
- 1999: Doppelter Einsatz – Lebendig begraben
- 2002: Sommernachtstod
- 2005: Der Bulle von Tölz: Der Weihnachtsmann ist tot
- 2007: Stadt, Land, Mord! – Sittenwidrig